# Castlegregory
Castlegregory (iriska: Caisleán Ghriaire) är en ort i republiken Irland.   Den ligger i grevskapet Ciarraí och provinsen Munster, i den sydvästra delen av landet, 280 km väster om huvudstaden Dublin. Castlegregory ligger 9 meter över havet och antalet invånare är 243.
Terrängen runt Castlegregory är platt norrut, men söderut är den kuperad. Havet är nära Castlegregory norrut.Runt Castlegregory är det glesbefolkat, med 10 invånare per kvadratkilometer. Närmaste större samhälle är Ardfert, 18,9 km öster om Castlegregory. 